# De oratore
De oratore (Nederlands: Over de redenaar) is een boek van Marcus Tullius Cicero uit 55 v.Chr. over de retoriek. Het is een hoofdwerk van hem waarin hij in drie dialogen onder andere bespreekt wat het redenaarsberoep inhoudt, hoe een redevoering wordt opgebouwd en gestileerd, en welke de morele en filosofische plichten van de spreker zijn. De opgevoerde gesprekspartners zijn Lucius Licinius Crassus en Marcus Antonius Orator tijdens de burgeroorlog in het jaar 91 v.Chr. Cicero droeg het werk op aan zijn broer Quintus.

## Nederlandse vertaling
- Cicero, Drie gesprekken over redenaarskunst. Weten-denken-spreken, vertaald en toegelicht door Hedwig W.A. van Rooijen-Dijkman en Anton D. Leeman, 1989. ISBN 9789025350772